# EmDrive
EmDrive (také Relativity Drive) je vesmírná pohonná jednotka, navržená a vyvíjená britským leteckým inženýrem Rogerem J. Shawyerem. New Scientist uveřejnil příběh EmDrive 8. září 2006. Jednotkou je magnetron se speciálně tvarovaným a plně uzavřeným pláštěm, který se postupně trychtýřovitě zužuje, takže na jednom konci rezonátoru je plocha větší než na konci druhém. Vynálezce zjistil, že jeho zařízení generuje tah, ačkoli žádná detekovatelná energie zařízení neopouští (to se děje např. v klasickém raketovém motoru nebo iontovém motoru). Vynálezce navrhuje využít EmDrive jako vesmírnou pohonnou jednotku, která nepotřebuje palivo (EmDrive potřebuje k provozu pouze elektrickou energii). Provoz jednotky porušuje několik základních dnes známých zákonů fyziky.
Od uvedení původního EmDrive byly sestrojeny a úspěšně otestovány podobné systémy čínskými vědci a americkým vědcem Guidem Fettou, který jej pojmenoval Cannae Drive.
V roce 2014 různé verze této pohonné jednotky otestovali vědci z Eagleworks Laboratories NASA. Tým dospěl k průměrnému výslednému tahu 91,2 µN při vstupu 17 W. Vědci i veřejnost jsou funkčností této jednotky zmateni. Sám Shawyer ji vysvětluje pomocí Einsteinovy speciální teorie relativity, Číňané pomocí Maxwellových rovnic a NASA mluví o „kvantových vakuových virtuálních částicích“. Je ovšem také možné, že všechny vědecké týmy udělaly při měření chybu a jednotka ve skutečnosti nefunguje.